# Marcello Malentacchi
Marcello Malentacchi, född 1947 i Grosseto, Italien, död där 2013, var en svensk-italiensk fackföreningsman. Han var 1989–2009 generalsekreterare för Internationella Metallfederationen (IMF).
Malentacchi kom som 17-åring till Göteborg. Efter att inledningsvis jobbat som diskare fick han anställning på Volvo i Torslanda där han blev fackligt aktiv. Senare blev han arbetsmiljöombudsman på Metalls förbundskontor i Stockholm, innan han 1981 flyttade till Genève för att arbeta för IFM, från början även där med arbetsmiljöfrågor. Han blev federationens generalsekreterare 1989 och behöll positionen fram till han gick i pension 2009.